# Ernst Schläpfer
Ernst Schläpfer (* 7. Dezember 1955 in Appenzell Ausserrhoden; heimatberechtigt in Wolfhalden) ist einer der erfolgreichsten Schweizer Schwinger. Er wurde zweimal Schwingerkönig. Von 2000 bis 2004 war er Schaffhauser Kantonsrat.

## Sportliche Laufbahn
Schläpfer begann schon als Jugendlicher mit Schwingen und errang mit 13 Jahren bereits eine Spitzenklassierung an einem Jungschwingertag. Seinen ersten Kranz als Aktiver gewann er mit 17 Jahren, sein erstes Kranzfest 1976, beide am Thurgauer Kantonalen Schwingfest.
Er nahm zwischen 1974 und 1986 an fünf Eidgenössischen Schwingfesten teil, gewann 1977 seinen ersten eidgenössischen Kranz und wurde zweimal Schwingerkönig: 1980 in St. Gallen und 1983 in Langenthal. In St. Gallen gewann er alle acht Gänge, was zuvor nur Max Widmer 1958 und Ruedi Hunsperger 1969 gelungen war. 1986 in Sion verpasste er den dritten Königstitel nur knapp mit einer Niederlage im Schlussgang gegen den Innerschweizer Harry Knüsel, der einzigen Niederlage der Saison.
Schläpfer gewann auch den Kilchberger Schwinget sowie je zweimal die Bergfeste auf der Rigi, dem Brünig, dem Stoos und am Schwarzsee. Zudem gewann er alle fünf Teilverbandsfeste mindestens einmal, den Nordostschweizerischen Schwingertag zwischen 1979 und 1987 sechsmal. Er gewann in seiner Karriere insgesamt 49 Kranzfeste und 88 Kränze.
Er gehörte zum Nordostschweizer Schwingerverband. Er ist 182 cm gross und hatte ein Kampfgewicht von 115 kg. 1987 beendete er seine Karriere als aktiver Schwinger.

### Wichtigste Siege
- Schwingerkönig: 1980, 1983
- Kilchberg: 1984
- NOS: 1979, 1981, 1982, 1984, 1986, 1987
- Berner Kantonales: 1985
- ISV: 1981
- NWS: 1987
- SWS: 1978
- Brünig: 1982, 1987
- Rigi: 1979, 1986
- Schwarzsee: 1980, 1986
- Stoos: 1984, 1985
- Appenzeller: 1977, 1979, 1980, 1981, 1982, 1985, 1986, 1987
- Bündner-Glarner: 1980, 1984, 1987
- Glarner-Bündner: 1984, 1985
- St. Galler: 1979, 1981, 1983, 1984, 1985
- Schaffhauser: 1980, 1986, 1987
- Thurgauer: 1976, 1980, 1981, 1983, 1985, 1987
- Zürcher: 1979, 1986

### Verbandstätigkeit
Nach seinem Rücktritt als Aktiver führte Schläpfer als Technischer Leiter im Nordostschweizerischen Schwingerverband Thomas Sutter, Arnold Forrer und Jörg Abderhalden – seinen Neffen und Göttibuben – zu eidgenössischen Königstiteln. Er war zudem auch Technischer Leiter im Eidgenössischen Schwingerverband (ESV) und Vorsitzender der Abgeordnetenversammlung. Er erwarb sich Verdienste in der Nachwuchsförderung; u. a. geht die Aufnahme des Schwingens in das Sportförderprogramm Jugend und Sport auf seine Initiative zurück.
Als Vorsitzender der Abgeordnetenversammlung war Schläpfer designiert für die Nachfolge von Hans Pauli als Obmann des ESV. 2008 wurde er in Schwyz zum Obmann gewählt. Schläpfer wollte eine Steuer einführen: Schwinger sollten einen gewissen Prozentsatz ihrer Einnahmen dem Verband abtreten. Abderhalden, der erste Schwinger, der eine Marketingfirma engagierte, weigerte sich. Der Zentralvorstand des Verbands einigte sich gegen Schläpfers Willen auf einen Vergleich mit Abderhalden, worauf Schläpfer sofort zurücktrat. Später wollte er doch bleiben, falls die Abgeordnetenversammlung auf den Vergleich zurückkomme. Bei einer regionalen Vorauswahl im Januar 2012 scheiterte er jedoch, worauf er endgültig auf das Amt verzichtete. Gewählt wurde in Aigle VD Anfang März 2012 als neuer Obmann Mario John, Schläpfer wurde zum Ehrenmitglied des ESV ernannt.
Der Dokumentarfilm von Kuno Bont Königstreffen thematisiert u. a. die Problematik der Werbung im Schwingsport und die Behandlung des Problems durch Ernst Schläpfer als Obmann des ESV.

## Berufliche Laufbahn
1988 doktorierte Schläpfer nach einem Studium der Agronomie an der ETH Zürich mit einer Dissertation mit dem Titel Bewertung und Einschätzung von Schlachttieren der Kategorien Kühe, Jungbullen und Kälber unter schweizerischen Verhältnissen. 1989 zog er nach Neuhausen am Rheinfall um und übernahm dort die Leitung der Landwirtschaftsschule Charlottenfels. 1993 wurde er zum Rektor des kantonalen Berufsbildungszentrums (BBZ) Schaffhausen ernannt.
Es kam bald zu Unstimmigkeiten. 1995 warf ihm Kantonsrat Max Baumann u. a. «selbstherrliche Entscheide» vor. Nach einer Umfrage der Aufsichtskommission unter den Lehrern über Schläpfers Führungsstil, den ein grosser Teil von ihnen als «unzeitgemäss» erachtete, ordnete der Regierungsrat eine externe Untersuchung an, die die Hauptvorwürfe nicht entkräften konnte. Bei einer neuen Umfrage im Januar 2016 wurden ihm «Mängel in Sachen Transparenz und Kritikfähigkeit» zur Last gelegt. Nach einer Auseinandersetzung mit Erziehungsdirektor Christian Amsler, dem Schläpfer Einmischung in seine Kompetenzen vorwarf, stellte ihn der Schaffhauser Regierungsrat per sofort als Rektor des BBZ frei wegen «Verhaltensweisen, die eine weitere Zusammenarbeit verunmöglichen», und entliess ihn auf Ende Januar 2020. Schläpfer focht die Kündigung beim Obergericht an, das die Parteien zu einer aussergerichtlichen Einigung einlud. Während Schläpfer bereit war, darauf einzugehen, weigerte sich der Regierungsrat.
Ernst Schläpfer wurde dennoch 2019 im BBZ Schaffhausen mit dem Spezialpreis des von der Familie Peyer initiierten Prix Vision für Leistungen in der Berufsbildung geehrt. Er war selbst seit 1999 Jury-Mitglied des Preises.
Als Nachfolger Schläpfers ernannte der Regierungsrat des Kantons Schaffhausen Marc Kummer mit Amtsantritt am 1. Juni 2020 zum neuen Rektor des BBZ Schaffhausen.

## Politische Laufbahn
Obwohl aus einer SVP-Familie stammend – sein Vater war fünfzehn Jahre lang Gemeindepräsident für die SVP in Wolfhalden, sein jüngerer Bruder Eugen gründete eine Sektion der SVP in Wolfhalden und war ihr Präsident – trat Ernst Schläpfer der SP bei. Bis zu seinem Umzug nach Neuhausen im Jahr 1989 war er Mitglied des Herisauer Einwohnerrats. Im Jahr 2000 wurde er in den Schaffhauser Kantonsrat gewählt, trat aber bereits 2004 wieder zurück, weil Chefbeamte nach einer Verfassungsänderung nicht mehr im Kantonsrat sein durften. Im gleichen Jahr wollte er Regierungsrat werden. Da ihn seine Partei nicht nominierte, kandidierte er auf eigene Faust, fuhr aber das schlechteste Resultat aller Kandidaten ein.
2002 wurde er in den Neuhauser Einwohnerrat gewählt. Als er 2008 Obmann des Eidgenössischen Schwingerverbands wurde, trat er zurück. 2009 trat er aus der SP aus, weil «eine Partei das Denken vernebelt». 2016 brachte die Appenzeller Zeitung seinen Namen für die Regierungsratswahlen ins Spiel, Schläpfer bestätigte sein Interesse, wurde aber von keiner Partei oder Gruppierung nominiert und kandidierte schliesslich nicht. Im gleichen Jahr kandidierte er erfolglos als Parteiloser auf der SP-Liste wieder für den Neuhauser Einwohnerrat. Im Dezember 2019 rückte Schläpfer für den zurücktretenden Renzo Loiudice für den Rest der Amtsperiode 2017–2020 in den Einwohnerrat nach.

## Leben
Schläpfer ist zusammen mit vier Geschwistern auf einem Bauernhof in Wolfhalden aufgewachsen. Vor seinem Studium an der ETHZ absolvierte er eine Primarlehrerausbildung. Er war Präsident des Handballclubs Pfader Neuhausen. Der Sohn seiner Schwester und sein Göttibub ist der frühere Schwingerkönig Jörg Abderhalden.